# 23Y busz (Debrecen)
A debreceni 23Y jelzésű autóbusz a Vámospércsi út és Doberdó utca között közlekedik. Útvonala során érinti a Sámsoni utat, Főnix csarnokot, Hódos Imre sportcsarnokot, Oláh Gábor utcai stadiont, Debreceni Egyetemet és az Egyetemi sporttelepet. A 23Y járatokon felül közlekednek 23-as járatok is, másik útvonalon. A járat a 2-es villamos elindulása óta a Veres Péter utcától meghosszabbítva, a Vámospércsi útig közlekedik.

## Története
2010. július 12-én indult el a 23Y busz, mely a 23-as buszt egészítette ki csúcsidőben, valamint kapcsolatot teremtett a Veres Péter utca és a Nyugati Ipari Park között. 2011. május 16-tól a Sámsoni út - Baksay Sándor utca - Nagyerdei körút - Egyetem sugárút - Füredi út - Hadházi út - Zákány utca - Sámsoni út útvonalon közlekedett. Nemsokára ismét változott az útvonala, az Egyetem sugárút helyett már a Bolyai utca - Thomas Mann utca - Nádor utca - Füredi út útvonalon közlekedett. 2012. március 1-től a Doberdó utca - Dóczy József utca - Egyetem tér - Nagyerdei körút - Zákány utca/Baksay Sándor utca - Sámsoni út - Acsádi út - Veres Péter utca útvonalon közlekedett. 2014. március 1-én meghosszabbították a Vámospércsi útig.

## Útvonala
| Év        | Végállomások                          | Útvonal oda | Útvonal vissza |
| --------- | ------------------------------------- | --- | --- |
| 2010-2011 | Nyugati Ipari Park – Veres Péter utca | Házgyár utca – Kishatár utca – Balmazújvárosi út – Füredi út – Hadházi út – Zákány utca – Kassai út – Sámsoni út – Acsádi út                                                                                      | Acsádi út – Sámsoni út – Kassai út – Baksay Sándor utca – Hadházi út – Füredi út – Balmazújvárosi út |
| 2011      | Sámsoni út – Egyetem tér – Sámsoni út | Kassai út – Baksay Sándor utca – Nagyerdei körút – Egyetem tér – Egyetem sugárút – Füredi út – Hadházi út – Zákány utca – Kassai út                                                                               | Kassai út – Baksay Sándor utca – Nagyerdei körút – Egyetem tér – Egyetem sugárút – Füredi út – Hadházi út – Zákány utca – Kassai út                                                                               |
| 2011      | Sámsoni út – Nádor utca – Sámsoni út  | Kassai út – Baksay Sándor utca – Nagyerdei körút – Egyetem tér – Bolyai utca – Thomas Mann utca – Nádor utca – Füredi út – Hadházi út – Zákány utca – Kassai út                                                   | Kassai út – Baksay Sándor utca – Nagyerdei körút – Egyetem tér – Bolyai utca – Thomas Mann utca – Nádor utca – Füredi út – Hadházi út – Zákány utca – Kassai út                                                   |
| 2011-2012 | Sámsoni út – Nádor utca – Sámsoni út  | Kassai út – Baksay Sándor utca – Nagyerdei körút – Egyetem tér – Bolyai utca – Thomas Mann utca – Nádor utca – Füredi út – Egyetem sugárút – Egyetem tér – Nagyerdei körút – Hadházi út – Zákány utca – Kassai út | Kassai út – Baksay Sándor utca – Nagyerdei körút – Egyetem tér – Bolyai utca – Thomas Mann utca – Nádor utca – Füredi út – Egyetem sugárút – Egyetem tér – Nagyerdei körút – Hadházi út – Zákány utca – Kassai út |
| 2012-2014 | Doberdó utca – Veres Péter utca       | Kartács utca – Dóczy József utca – Egyetem tér – Nagyerdei körút – Hadházi út – Zákány utca – Kassai út – Sámsoni út – Acsádi út                                                                                  | Acsádi út – Sámsoni út – Kassai út – Baksay Sándor utca – Nagyerdei körút – Egyetem tér – Dóczy József utca – Kartács utca                                                                                        |
| 2014-től  | Doberdó utca – Vámospércsi utca       | Kartács utca – Dóczy József utca – Egyetem tér – Nagyerdei körút – Hadházi út – Zákány utca – Kassai út – Sámsoni út – Acsádi út – Veres Péter utca                                                               | Veres Péter utca – Acsádi út – Sámsoni út – Kassai út – Baksay Sándor utca – Nagyerdei körút – Egyetem tér – Dóczy József utca – Kartács utca                                                                     |

## Megállóhelyei
| 0  | Doberdó utca végállomás                    | 27 | 2 10, 10A, 10Y, 11, 15, 15Y, 22, 23, 24, 36Y, 50, 51E |
| 1  | Egyetemi sporttelep (↓) Kartács utca (↑)   | 26 | 2 10, 10A, 10Y, 12, 22, 22Y, 23, 24, 24Y              |
| 2  | Dóczy József utca                          | 25 | 12, 22, 23, 24, 51E                                   |
| 5  | Kardos utca                                | 22 | 1                                                     |
| 6  | Besze János utca (↓) Oláh Gábor utca (↑)   | 21 |                                                       |
| 7  | Hadházi út 92.                             | ∫  | 3A 16, 23                                             |
| 8  | Sportuszoda                                | ∫  | 3A 16, 23                                             |
| ∫  | Baksay Sándor utca                         | 19 | 16, 23                                                |
| 9  | Főnix Csarnok                              | 17 | 3, 3A, 5, 5A 16, 22, 22Y, 23, 24, 24Y, 51E            |
| 12 | Thököly utca (↓) Abonyi utca (↑)           | 15 | 11, 23                                                |
| 14 | Mátyás király utca                         | 13 | 11, 19, 23 Helyközi buszok                            |
| 15 | Budai Nagy Antal utca                      | 12 | 11, 19, 23, 25, 25Y Helyközi buszok                   |
| 16 | Szalók utca (↓) Tizedes utca (↑)           | 11 | 11, 19, 23, 25, 25Y Helyközi buszok                   |
| 17 | Acsádi út                                  | 9  | 11, 25, 25Y                                           |
| 18 | Skalnitzky Antal utca                      | 8  | 11, 25, 25Y                                           |
| 19 | Juhász Géza utca                           | 7  | 11, 25, 25Y                                           |
| 20 | Zsigmond Ferenc utca (↓) Vay Ádám utca (↑) | 6  | 11, 25, 25Y                                           |
| 20 | Veres Péter utca                           | 5  | 11, 25, 25Y, 125Y                                     |
| 21 | Hold utca                                  | 4  | 11, 25, 25Y, 125, 125Y                                |
| 22 | Regionális Képző Központ                   | 3  | 11, 25, 25Y, 37, 45, 125, 125Y Helyközi buszok        |
| 23 | Hármashegy utca                            | 2  | 37, 45, 125, 125Y                                     |
| 24 | Kérész utca                                | 1  | 37, 45, 125, 125Y                                     |
| 25 | Vámospércsi út végállomás                  | 0  | 37, 45, 125, 125Y Helyközi buszok                     |

## Menetrend
- Hivatalos menetrend
- Egyszerűsített menetrend
- Utazástervező